# Сокирянська ДЮСШ
Сокирянська дитячо-юнацька спортивна школа «Колос» всеукраїнського фізкультурно-спортивного товариства «Колос» — школа в м. Сокиряни (Чернівецька область).

Сокирянська ДЮСШ

Сокирянська ДЮСШ

Сокирянська ДЮСШ

З 1986 року в Сокирянах на базі ДЮСШ проходить щорічний дитячо-юнацький міжнародний турнір з дзюдо, в якому беруть участь кількасот молодих змагунів з України, Росії, Білорусі, Молдови, Угорщини та Румунії. Серед вихованців школи:
- Віталій Лисий — чемпіон України з дзюдо.
- Андрій Ліпкін — срібний призер чемпіонату України з дзюдо серед юніорів, бронзовий призер Всеукраїнських літніх сільських спортивних ігор ВФСТ «Колос».
- Юлія Орчакова — бронзова призерка чемпіонату України з дзюдо серед юніорів, бронзова призерка Всеукраїнських літніх сільських спортивних ігор ВФСТ «Колос».
- Микола Ткачук — багаторазовий чемпіон світу, рекордсмен світу з гирьового спорту.
- Максим Грейцар — чемпіон світу з кікбоксингу.

## Загальні дані
- Форма власності: комунальна
- Підпорядкування: Чернівецька обласна організація ВФСТ «Колос»[2]
- Адреса: Сокирянський район, м. Сокиряни, вул. Ярослава Мудрого, 45
- Кількість тренерів-викладачів: 9
- Кількість учнів: 304
- Види спорту, які розвивають у ДЮСШ:

1. Волейбол
2. Дзюдо
3. Легка атлетика
4. Паверліфтинг
5. Футбол

## Директор
Федір Васильович Блинду (нар. 16 лютого 1961) — майстер спорту з дзюдо, почесний громадянин міста Сокиряни.